# Salas (Asturies)
Salas est une commune (concejo aux Asturies) située dans la communauté autonome des Asturies en Espagne. Elle est bordée au nord par Valdés, Cudillero et Pravia, au sud par Belmonte de Miranda, à l'est par Pravia, Candamo et Grado et à l'ouest par Tineo et à nouveau par Valdés. 

## Géographie
Située dans la comarque d'Oviedo, Salas se trouve à 45 kilomètres de la capitale des Asturies. La commune est traversée par la route nationale N-634, et par l'autoroute A-63 (Oviedo-La Espina), ainsi que par plusieurs routes régionales, départementales et locales.
Le terrain de la commune est silurien, comme celui de la plupart des Asturies occidentales, avec une prédominance d'ardoise, mais aussi de grauwacke et de quartzite. Il y a également des groupes de granit et quelques parcelles carbonifères. Parmi les minéraux extraits du terrain, on trouve la magnésite, la barytine, le kaolin, le marbre, l'albâtre et des gisements inexploités de fer et de cuivre.

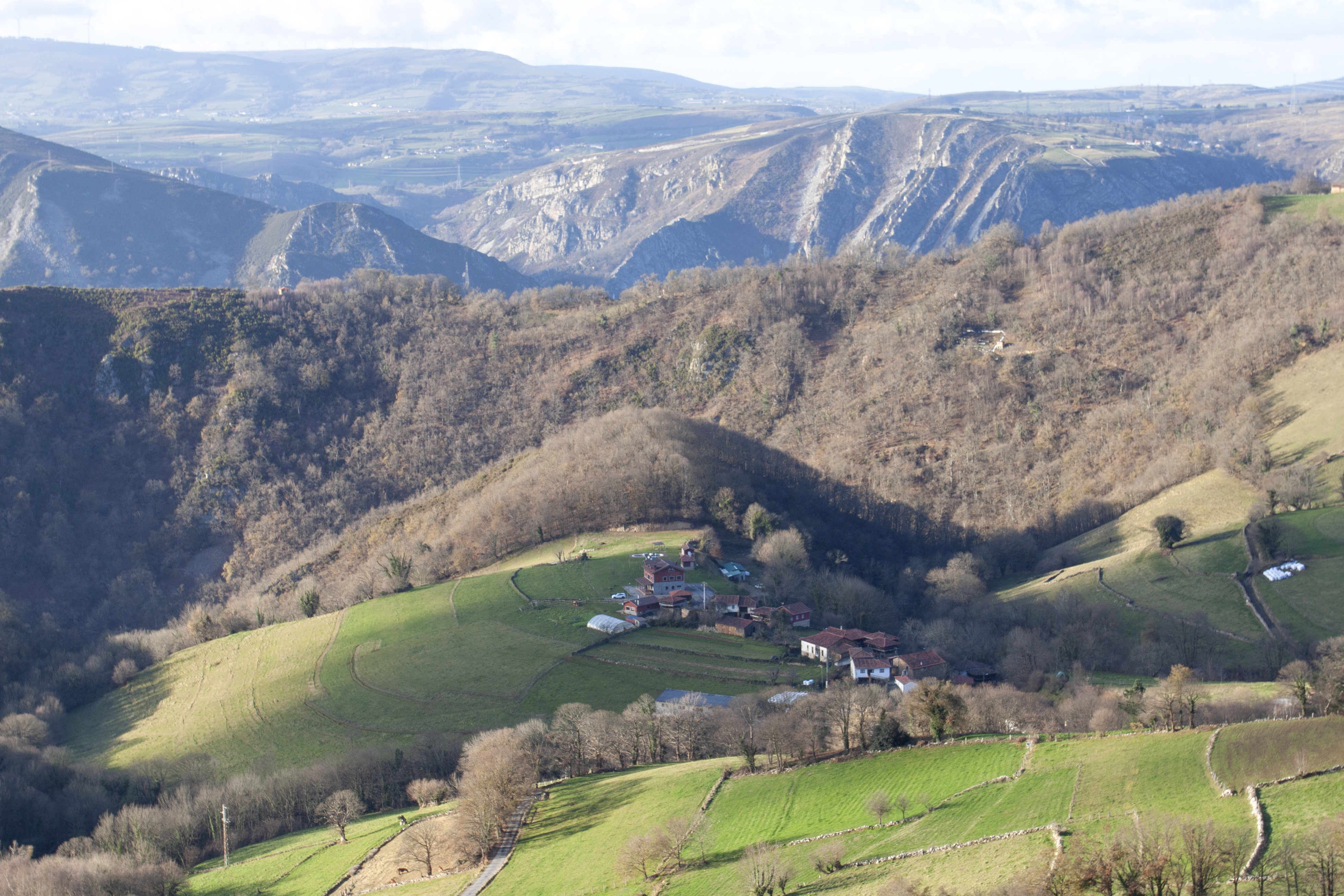
Millara.

Salas présente une orographie de moyenne montagne assez homogène, avec plus de 80 % du territoire situé à une altitude comprise entre 200 et 800 mètres. La ville de Salas se trouve à 239 mètres au-dessus du niveau de la mer. 
Le climat de la région est fondamentalement le même que celui des régions similaires de la province, bien qu'il présente certaines particularités. L'humidité varie entre un minimum de 71 % et un maximum de 84 %, avec une température moyenne annuelle de 13,5 °C. 

### Paroisses
La commune de Salas est composée de 28 paroisses civiles :
- Alava
- Ardesaldo (Ardesaldu)
- Bodenaya (Boudenaya)
- Camuño (Camuñu)
- Cermoño (Cermoñu)
- Cornellana (Corniana/Cornellana)
- Godán
- Idarga
- La Espina
- Láneo (Llaniu)
- Lavio (Ḷḷaviu)
- Linares (Llinares)
- Mallecina (Maecina)
- Malleza (Maeza)
- Millara (Miera)
- Priero (Prieiru)
- Salas
- San Antolín de las Dorigas (Santolín)
- San Esteban de las Dorigas (San Esteban)
- San Justo de las Dorigas (San Xustu)
- San Vicente (Aciana)
- Santa Eulalia de las Dorigas (Doriga)
- Santiago de la Barca (Santiagu la Barca)
- Santullano (Santuyanu)
- Soto de los Infantes (Soutu los Infantes)
- Viescas
- Villamar
- Villazón

## Histoire
De nombreuses découvertes datant du Paléolithique attestent de l'occupation précoce du territoire communal, notamment de nombreux dolmens et vestiges de châteaux-forts. Des haches et des fibules de l'âge du bronze confirment la persistance du peuplement et du commerce.
De l'époque de l'occupation romaine, il existe encore des canaux d'approvisionnement en eau partiellement utilisés ainsi que des traces d'exploitation minière dans les mines de cuivre et d'or de Godán, Ablaneda et Carlés. Certains noms de lieux ne peuvent pas nier leur origine romaine. La preuve la plus importante est sans doute une stèle portant l'inscription : « Ici repose Flavio Cabarco, fils d'Auledo et de Caya ».
La première mention documentaire de Salas date de 896, dans un acte de cession de l'archevêché voisin d'Oviedo, concernant l'église San Martin de Salas. La fondation du monastère de San Salvador sur ordre de l'infante Cristina Bermúdez, fille de Bermude II, date de 1024.
À la fin du XVIe siècle, les paroisses de Soto de los Infantes, Linares et Lavio ont été intégrées à la commune de Salas. En 1804, les paroisses de San Antolín de las Dorigas, San Esteban de las Dorigas, San Justo de las Dorigas et Santa Eulalia de las Dorigas ont suivi. Pendant la guerre de libération espagnole, l'avancée du maréchal Ney fut stoppée à Cornellana le 17 mai 1809, et la commune ne put être prise qu'en 1810 lors d'une deuxième tentative par les troupes du maréchal Bonet. 
En 1820, Salas devint le chef d'un district judiciaire et, au cours du triennat libéral, un conseil municipal indépendant fut créé à La Espina, avec des compétences sur d'autres lieux. Cependant, l'année la plus importante fut 1827, lorsque les réserves historiques de Cornellana, Soto de los Infantes et Lavio furent intégrées au conseil (l'éphémère conseil de La Espina l'avait déjà fait en 1823). Peu après, en 1835, le monastère de San Salvador de Cornellana a été supprimé et son temple est devenu une église paroissiale dédiée à saint Jean Baptiste. Actuellement, après la pose d'une nouvelle toiture en 2016, le monastère est en cours de rénovation totale.

## Patrimoine
- L'église paroissiale Saint-Martin avec des fondations du Xe siècle ;
- Le monastère de San Salvador à Cornellana, datant du XIIe siècle ;
- La collégiale Sainte-Marie-Majeure (es) (colegiata de Santa María la Mayor), première moitié du XVIe siècle ;
- Une multitude d'hórreos différents datant de plusieurs siècles ;
- Le palais de Valdès Salas (es) et la tour Valdès (es) ;
- De nombreux monuments datant en partie de l'époque préromane ainsi que des nécropoles et des châteaux-forts se trouvent sur l'ensemble du territoire communal ;
- La commune de Salas est traversée par le Camino Primitivo. Trois auberges sont à la disposition des pèlerins dans la commune ;
- le monastère de San Salvador à Cornellana ;
- L'auberge municipale des pèlerins de Salas, Salas ;
- Le refuge de Bodenaya à La Espina.

## Galerie

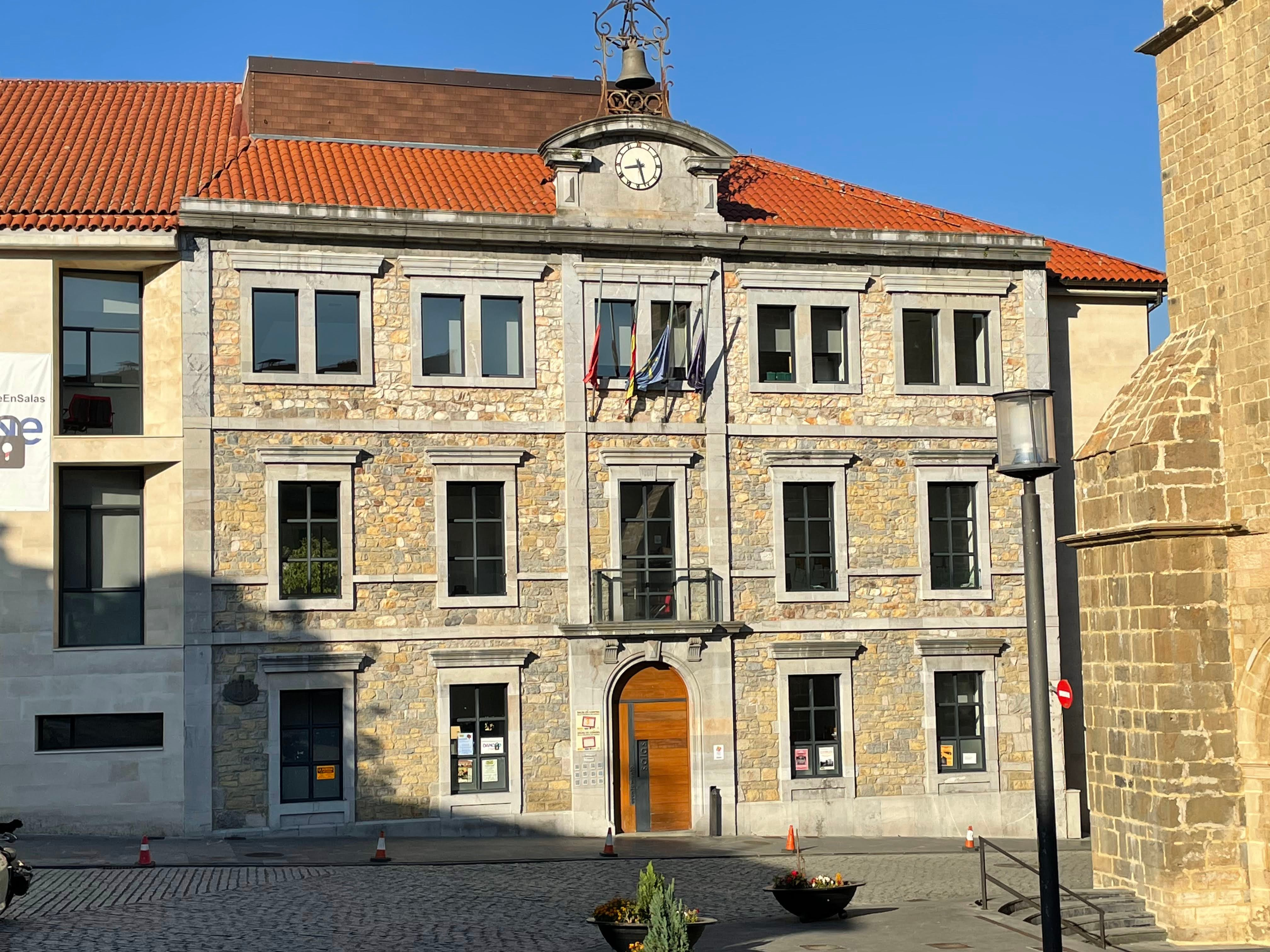
La mairie de Salas.
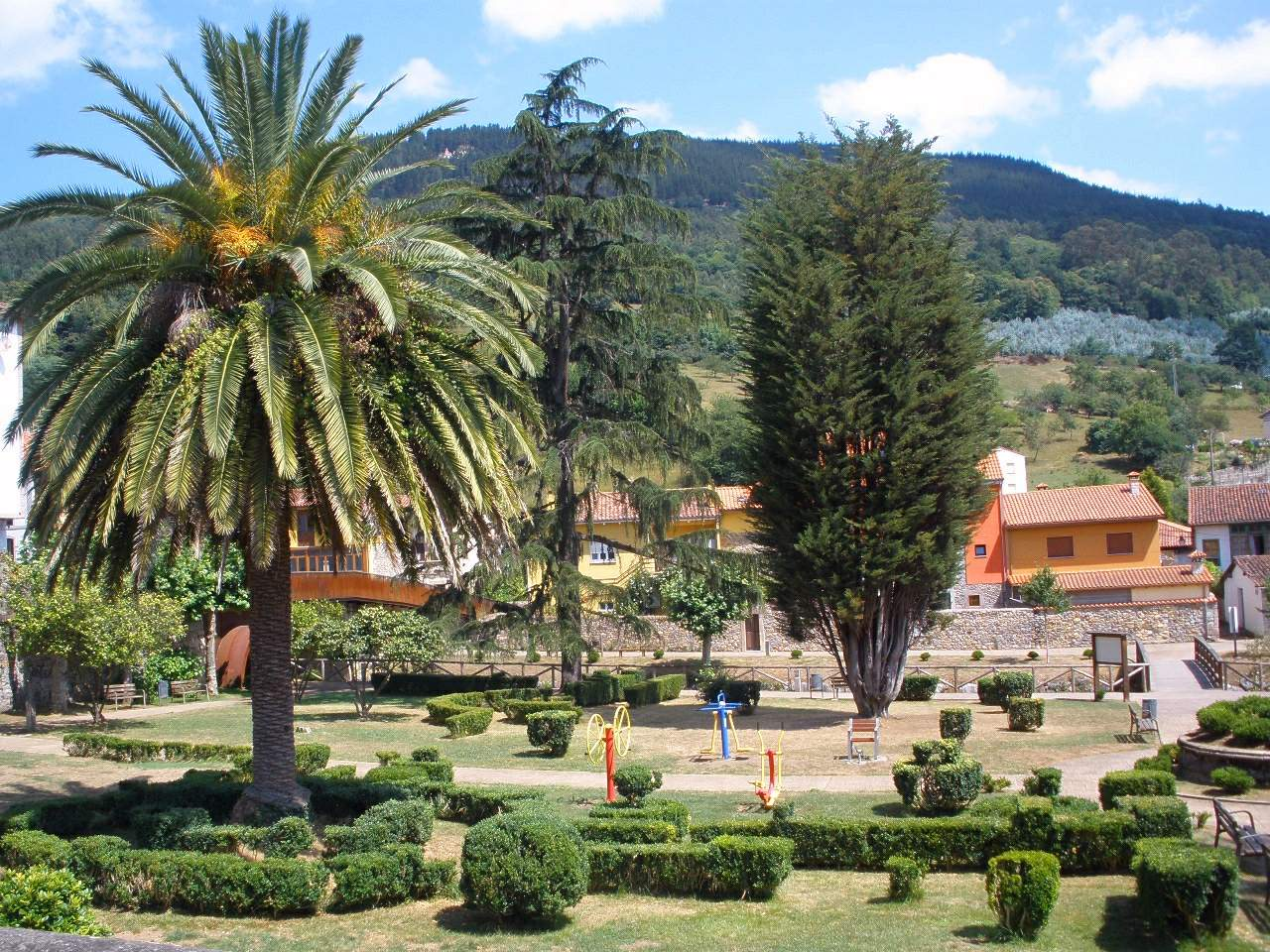
Le parc municipal Carmen Zuleta.
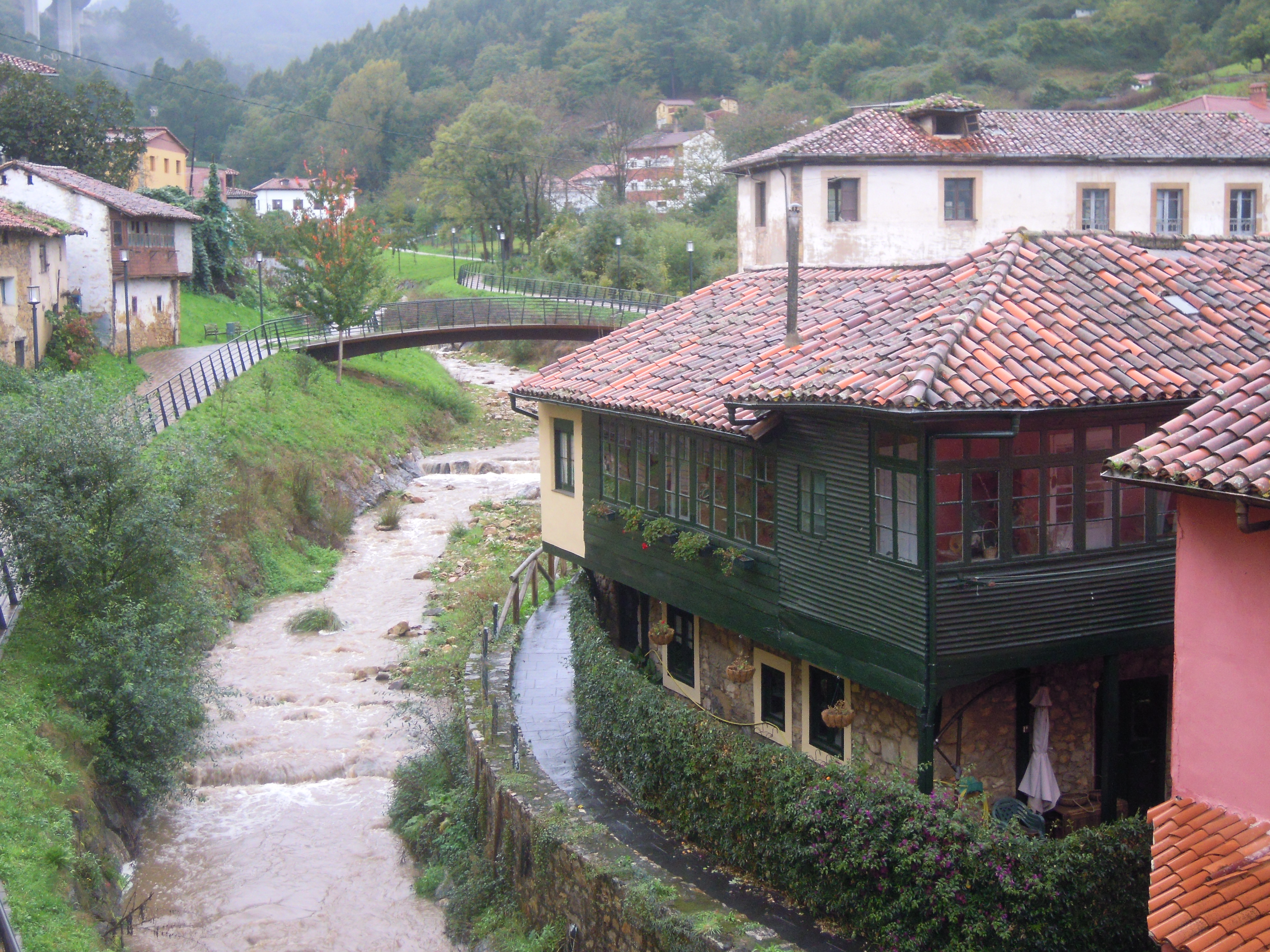
Des maisons au bord de la rivière Nonaya.
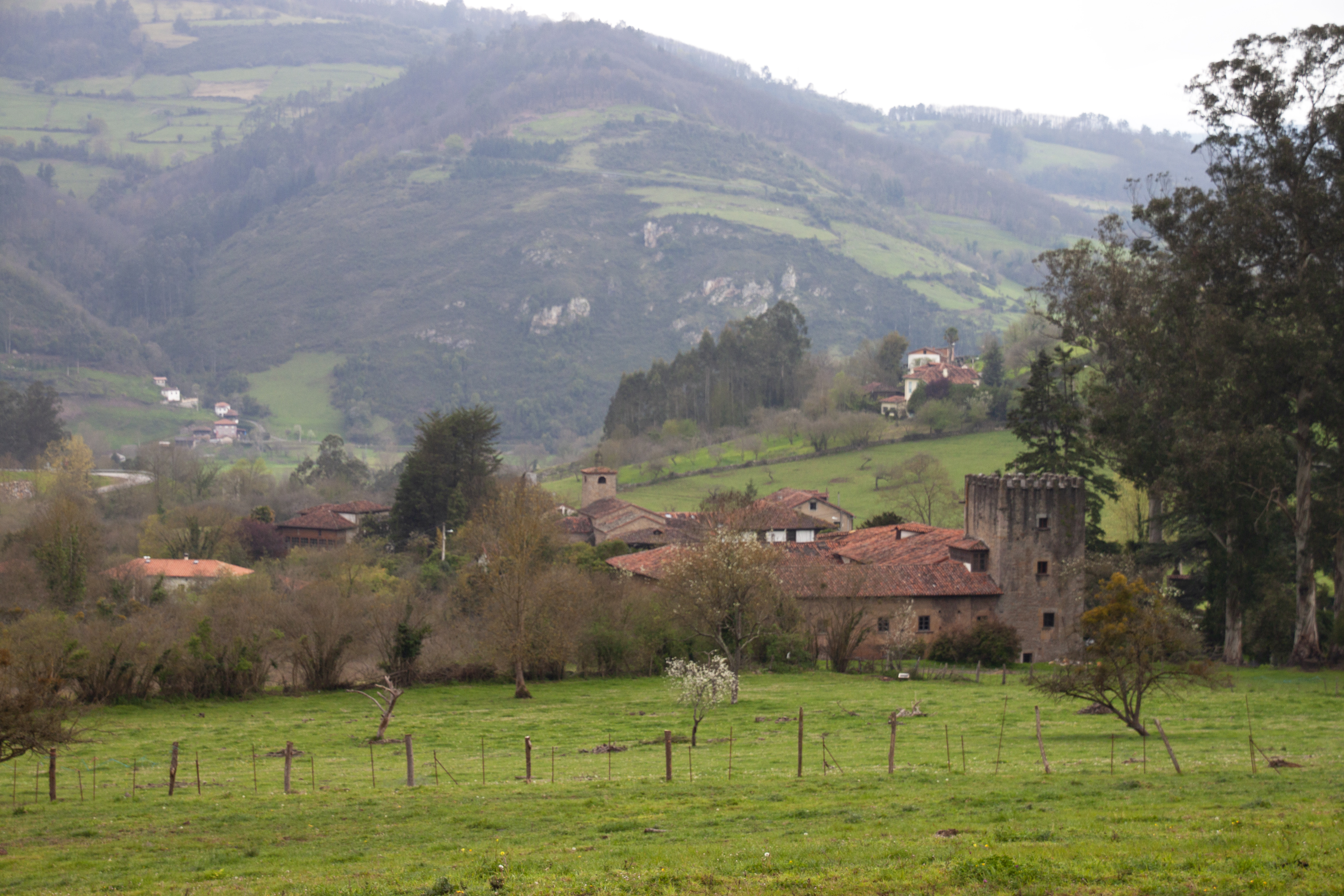
Santa Eulalia de las Dorigas.
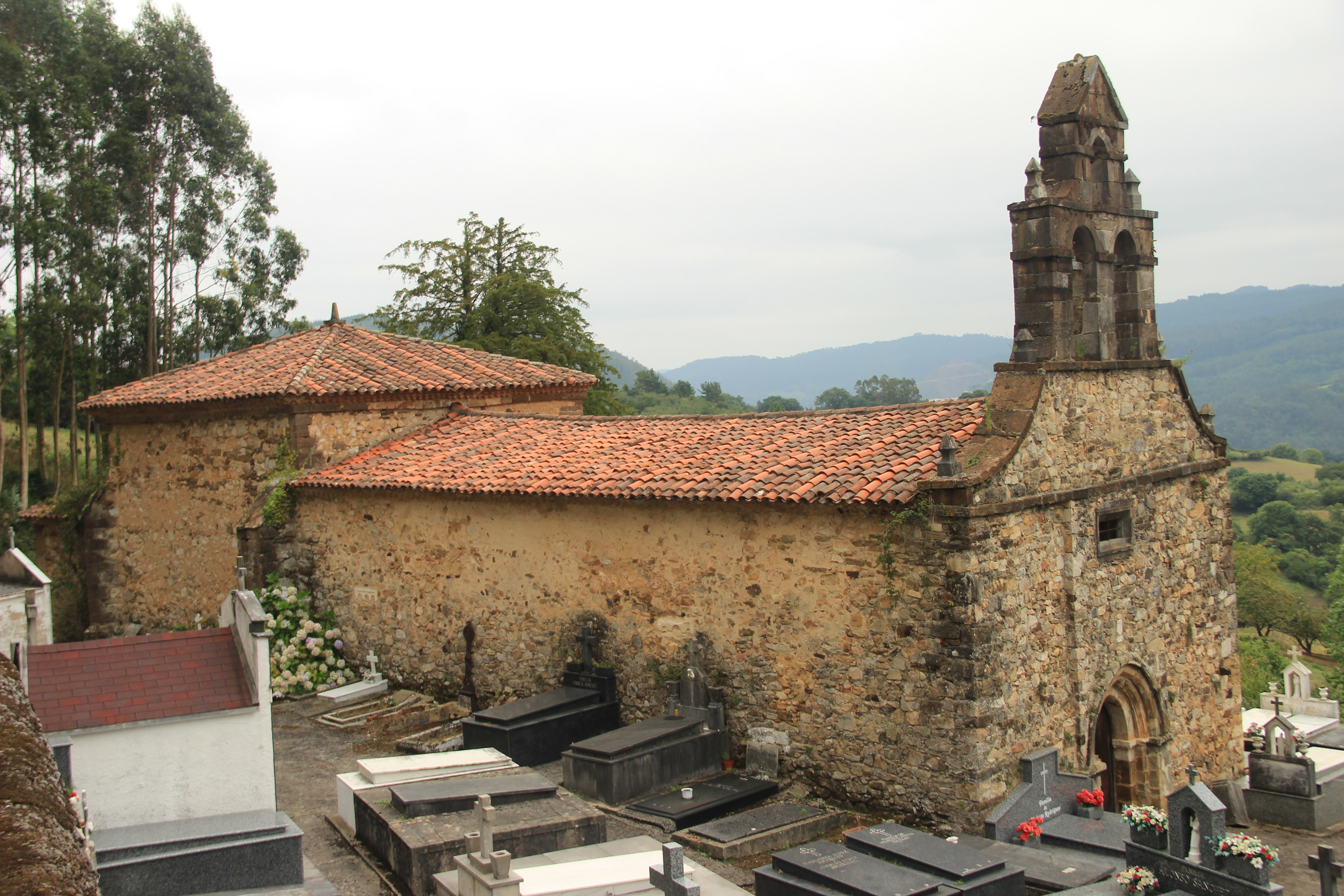
L'église Saint-Martin.